# Хохлов, Иван Михайлович (учёный)
Иван Михайлович Хохлов (04.06.1908-13.01.1983) — советский учёный в области механизации сельского хозяйства, академик ВАСХНИЛ (1970).

## Биография
Родился в с. Велисцихе (ныне Гурджанский район, Грузия). Окончил Грузинский СХИ (1931) и его аспирантуру (1932).
- 1932—1936 научный сотрудник Закавказского НИИ механизации и электрификации сельского хозяйства,
- 1934—1937 и. о. доцента Всесоюзного института субтропических культур.
- 1937—1938 старший инженер Наркомзема Грузинской ССР,
- 1938—1941 директор н.-и. опытной станции по механизации сельского хозяйства.
- 1941—1942 начальник автопередвижных мастерских 82-го ОПБ Закавказского фронта.
- 1942—1958 доцент Грузинского СХИ.
- 1956—1961 заместитель министра сельского хозяйства Грузинской ССР.
- 1961—1972 председатель объединения «Грузсельхозтехника».
- 1971—1983 академик-секретарь Закавказского отделения ВАСХНИЛ.

Одновременно в 1959—1983 профессор кафедры эксплуатации машинно-тракторного парка Грузинского СХИ.
Доктор технических наук (1960), профессор (1961), академик ВАСХНИЛ (1970, член-корреспондент с 1967). Автор научных трудов по горному земледелию, механизации и электрификации сельского хозяйства.
Заслуженный деятель науки Грузинской ССР (1962). Награжден орденами Ленина (1966), Октябрьской Революции (1971), Трудового Красного Знамени (1977), двумя медалями (1944, 1945), Почётными грамотами Верховного Совета Грузинской ССР (1943, 1962).
Автор (соавтор) около 30 книг и брошюр.
Публикации:
- Эксплуатация машин в горном земледелии. — Тбилиси: Сабчота Сакартвело, 1958. — 420 с.
- Проблемы механизации горного земледелия / Соавт.: Г. Дроздов, В. Казахшвили. — Тбилиси: Сачбота Сакартвело, 1965. — 160 с.
- Технология производства тракторных работ в горном земледелии. — Тбилиси: Сабчота Сакартвело, 1968. — 286 с.
- Актуальные вопросы развития земледелия и животноводства в горных районах Советского Союза / Респ. об-ние «Грузсельхозтехника». — Тбилиси, 1975. — 115 с.
- Технический прогресс и вопросы перевода сельского хозяйства на промышленную основу / Респ. об-ние «Грузсельскохозтехника» и др. — Тбилиси, 1975. — 174 с.
- Механизация горного земледелия. — М.: Агропромиздат, 1987. — 88 с.